# Ун-Вельюган
Ун-Вельюган (устар. Ун-Вель-Юган) — река в России, протекает по Белоярскому району Ханты-Мансийского АО. Устье реки находится в 44 км по левому берегу реки Вельюган. Длина реки составляет 27 км. В 16 км от устья по левому берегу впадает река Ун-Ногорсоим.

## Данные водного реестра
По данным государственного водного реестра России относится к Нижнеобскому бассейновому округу, водохозяйственный участок реки — Обь от впадения Иртыша до впадения реки Северная Сосьва, речной подбассейн реки — бассейны притока Оби от Иртыша до впадения Северной Сосьвы. Речной бассейн реки — (Нижняя) Обь от впадения Иртыша.
Код объекта в государственном водном реестре — 15020100112115300021422.